# Circuit de Nivelles-Baulers
Le circuit de Nivelles-Baulers est un ancien circuit de sports mécaniques situé à Nivelles, dans le Brabant wallon (Belgique), actif de 1971 à 1981. Développant 3,724 km, il a notamment accueilli deux Grands Prix de Formule 1, les 4 juin 1972 et 12 mai 1974, tous deux remportés par Emerson Fittipaldi.

## Historique

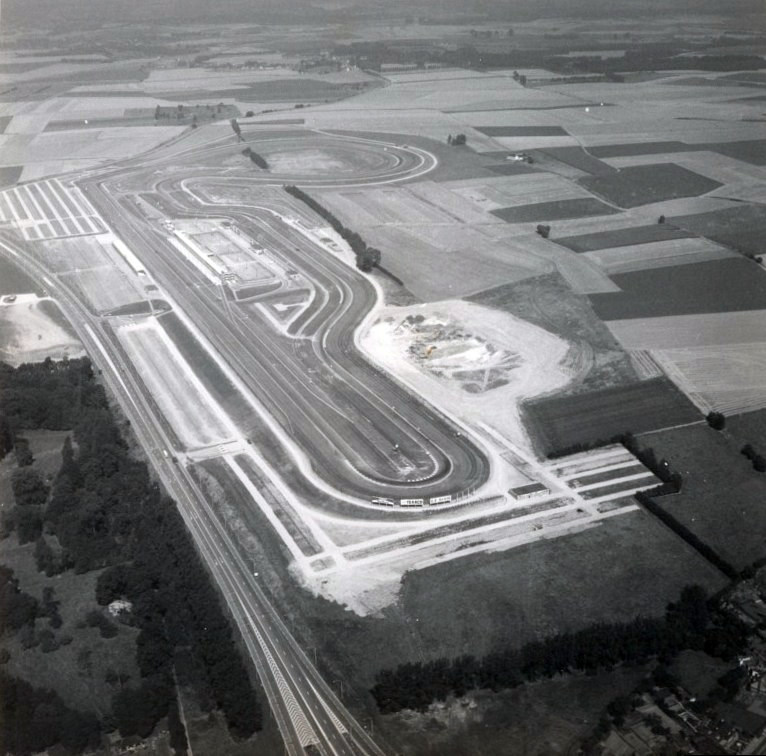
Vue aérienne de la construction du circuit de Nivelles-Baulers

Inauguré  en 1971, le site accueille les éditions 1972 et 1974 du Grand Prix automobile de Belgique, à une période où l'épreuve alterne entre circuits flamand et wallon. Conçu par Roger Caignie pour être une alternative sûre à Spa-Francorchamps jugé trop dangereux, le circuit de Nivelles-Baulers est, à l'époque, à la pointe de la sécurité ; les spectateurs sont idéalement placés avec une belle vue d'ensemble sur le tracé . 
En 1972, le Grand Prix de Formule 1 attire 100 000 personnes et voit la victoire d'Emerson Fittipaldi.
Le circuit rencontre rapidement des problèmes économiques et l'organisateur, la société CAPENIB (circuit automobile permanent européen de Nivelles-Baulers) fait faillite en 1974. Bernie Ecclestone doit organiser lui-même l'édition 1974 du Grand Prix.
Le circuit est ensuite exploité par Lawrence Gozlan qui, en 1978, rachète le bail emphytéotique alors que l'État se portait également acquéreur. En 1980, le circuit accueille le championnat du monde de karting auquel participe Ayrton Senna qui se classe deuxième,.
Le 1er décembre 1981, un arrêté royal classe le site « zone d'extension d'équipement communautaire et de service public », et le ferme définitivement.
Jusqu'à la fin des années 1990, les bâtiments et le circuit sont abandonnés. L'Intercommunale du Brabant wallon achète les terrains et la piste est partiellement détruite (il subsiste environ un tiers du tracé). La zone industrielle Portes de l'Europe-Nivelles business park est bâtie à la place.
Le 29 juin 2014, quarante ans après la dernière course de Formule 1, Le Formula Club Belgium organise une démonstration, le Grand Prix de Nivelles Revival, sur une partie de l'ancien tracé.